# کلمپ آلیس

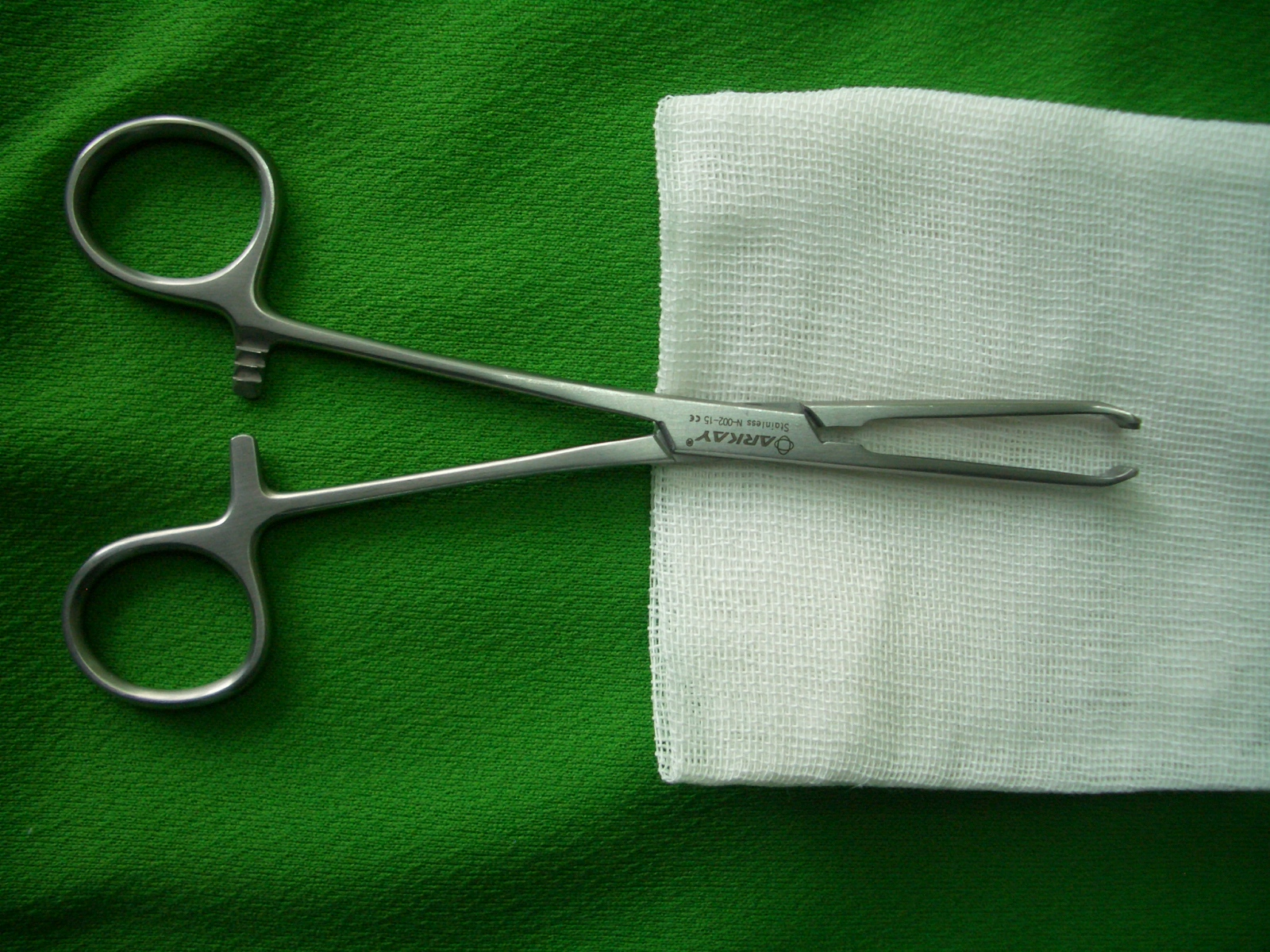
کلمپ آلیس

کِلَمپ آلیس(به انگلیسی: Allis clamp) ابزار جراحی جهت چنگ زدن و نگه‌داشتن فاشیا و بافت‌هایی بمانند بافت سینه‌ای و روده، می‌باشد.

## کاربرد
کِلَمپ آلیس با دهانه چنگالی خود، بافت را محکم گرفته و رها نمی‌سازد.
- بافتهای نرم، بر اثر فشار وارد بر دهانه این ابزار، آسیب خواهند دید.

## نگارخانه

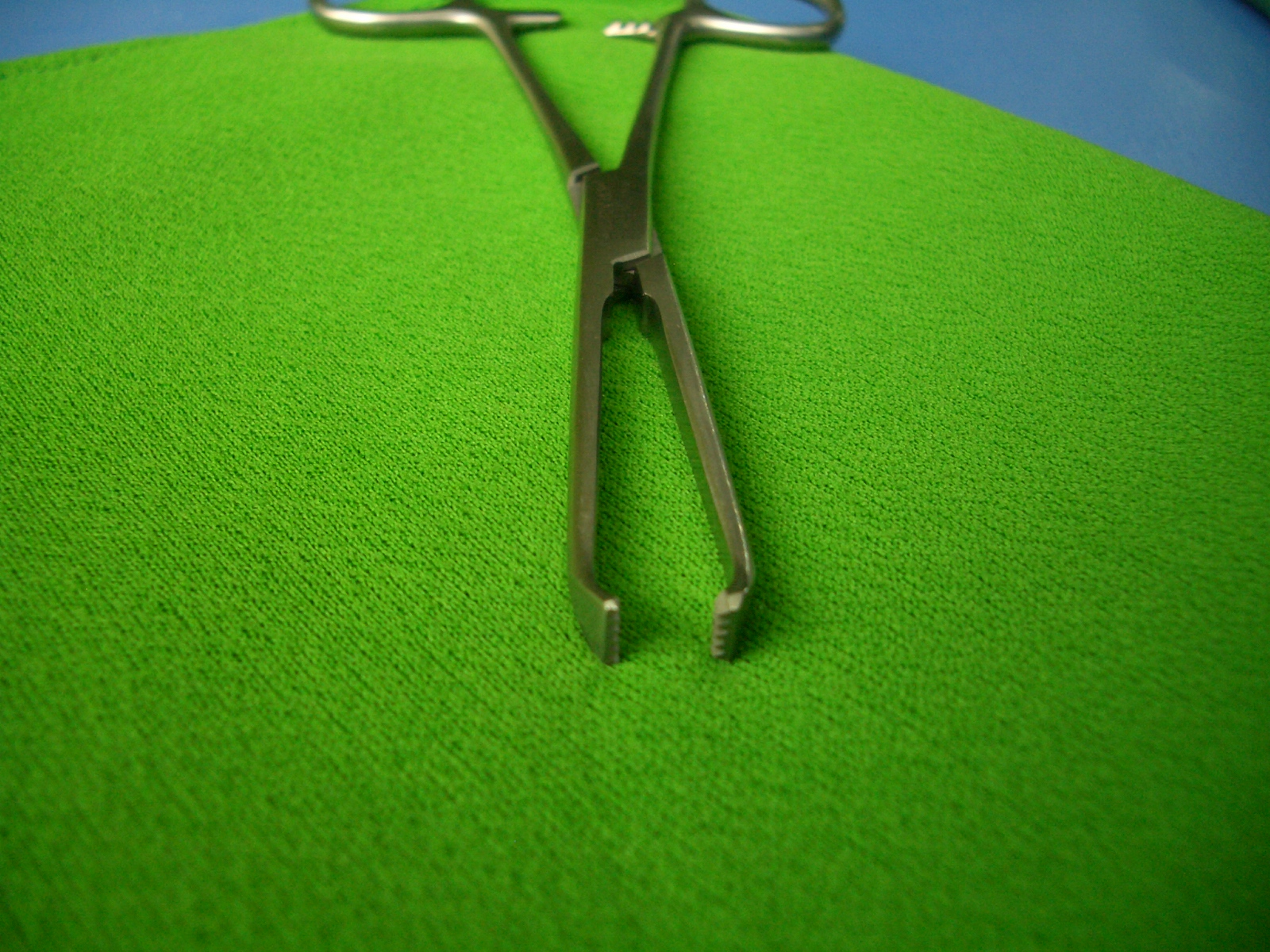
دهانه کِلَمپ آلیس
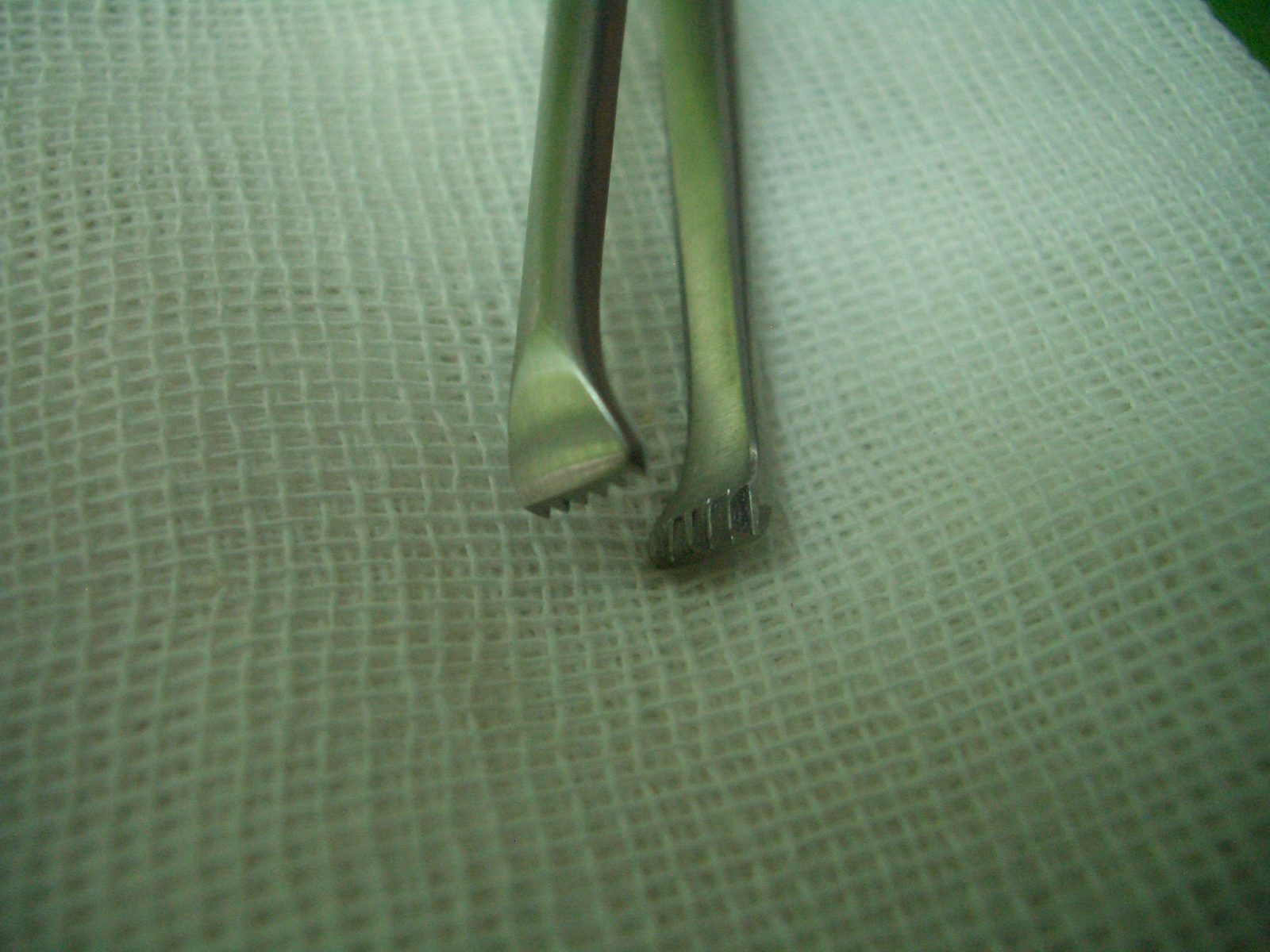
نمایش دهانه کِلَمپ آلیس